# Grazia Barcellona
Grazia Barcellona (Milano, 22 gennaio 1929 – Milano, 2 ottobre 2019) è stata una pattinatrice artistica su ghiaccio italiana.

## Biografia
Nata a Milano nel 1929, in una famiglia di amanti dello sport. La madre Giovanna Boccalini Barcellona e le zie Rosetta, Marta e Luisa Boccalini sono le calciatrici che nel 1933 diedero vita alla prima squadra di calcio femminile della storia d'Italia, il Gruppo calcistico femminile milanese.
Iniziò a pattinare nel 1938, ad ancora nove anni, al Palazzo del Ghiaccio di Via Piranesi, a Milano.
A 19 anni partecipò ai Giochi olimpici di Sankt Moritz 1948, sia nell'individuale, prima italiana di sempre in questa gara, dove chiuse 24ª, che nella gara a coppie, insieme a Carlo Fassi, terminata al 13º posto.
L'anno successivo fu di scena agli Europei di Milano, nei quali chiude la gara individuale al 16º posto e quella a coppie, insieme a Carlo Fassi, al nono. 
Tra fine anni '40 e prima metà dei '50 diventò più volte campionessa italiana, in particolare cinque volte nell'individuale, dal 1948 al 1952 consecutivamente, e 10 nelle coppie, sempre insieme a Carlo Fassi, nel 1942 e 1943, dal 1946 al 1952 consecutivamente e infine nel 1954.
Terminata la carriera agonistica, divenne giudice di gara, partecipando alle Olimpiadi Invernali di Cortina 1956 come giudice.
Morì nel 2019, a 90 anni.

## Risultati
Coppie con Carlo Fassi
| Internazionali            | Internazionali | Internazionali | Internazionali | Internazionali | Internazionali | Internazionali | Internazionali | Internazionali | Internazionali |
| Evento                    | 1946           | 1947           | 1948           | 1949           | 1950           | 1951           | 1952           | 1953           | 1954           |
| ------------------------- | -------------- | -------------- | -------------- | -------------- | -------------- | -------------- | -------------- | -------------- | -------------- |
| Giochi olimpici invernali |                |                | 13°            |                |                |                |                |                |                |
| Campionati europei        |                |                |                | 9°             |                |                |                |                |                |
| Nazionali                 |                |                |                |                |                |                |                |                |                |
| Campionati italiani       | 1°             | 1°             | 1°             | 1°             | 1°             | 1°             | 1°             | 1°             | 1°             |

Individuale femminile
| Giochi olimpici invernali | 24° |     |    |    |    |
| Campionati europei        |     | 16° |    |    |    |
| Nazionali                 |     |     |    |    |    |
| Campionati italiani       | 1°  | 1°  | 1° | 1° | 1° |